# Onthophagus luismargaritorum
Onthophagus luismargaritorum är en skalbaggsart som beskrevs av Juan A. Delgado 1995. Onthophagus luismargaritorum ingår i släktet Onthophagus och familjen bladhorningar. Inga underarter finns listade i Catalogue of Life.